# Нагорода журналу New Musical Express
«Нагорода журналу New Musical Express» (англ. NME Awards) — щорічна музична нагорода, якою британський музичний журнал «New Musical Express» (NME) нагороджує музикантів за результатами голосування читачів журналу та відвідувачів його сайту. Церемонія відбувається в лютому кожного року. Перша церемонія нагородження відбулася 24 квітня 1953 року.
Номінації, за якими відбуваються нагородження, у різні роки дещо відрізняються і мають дещо гумористичний характер. Наприклад раніше були такі категорії як «злочин року» та «найгірший запис». Трофей який вручається переможцям, нагадує збільшений середній палець.

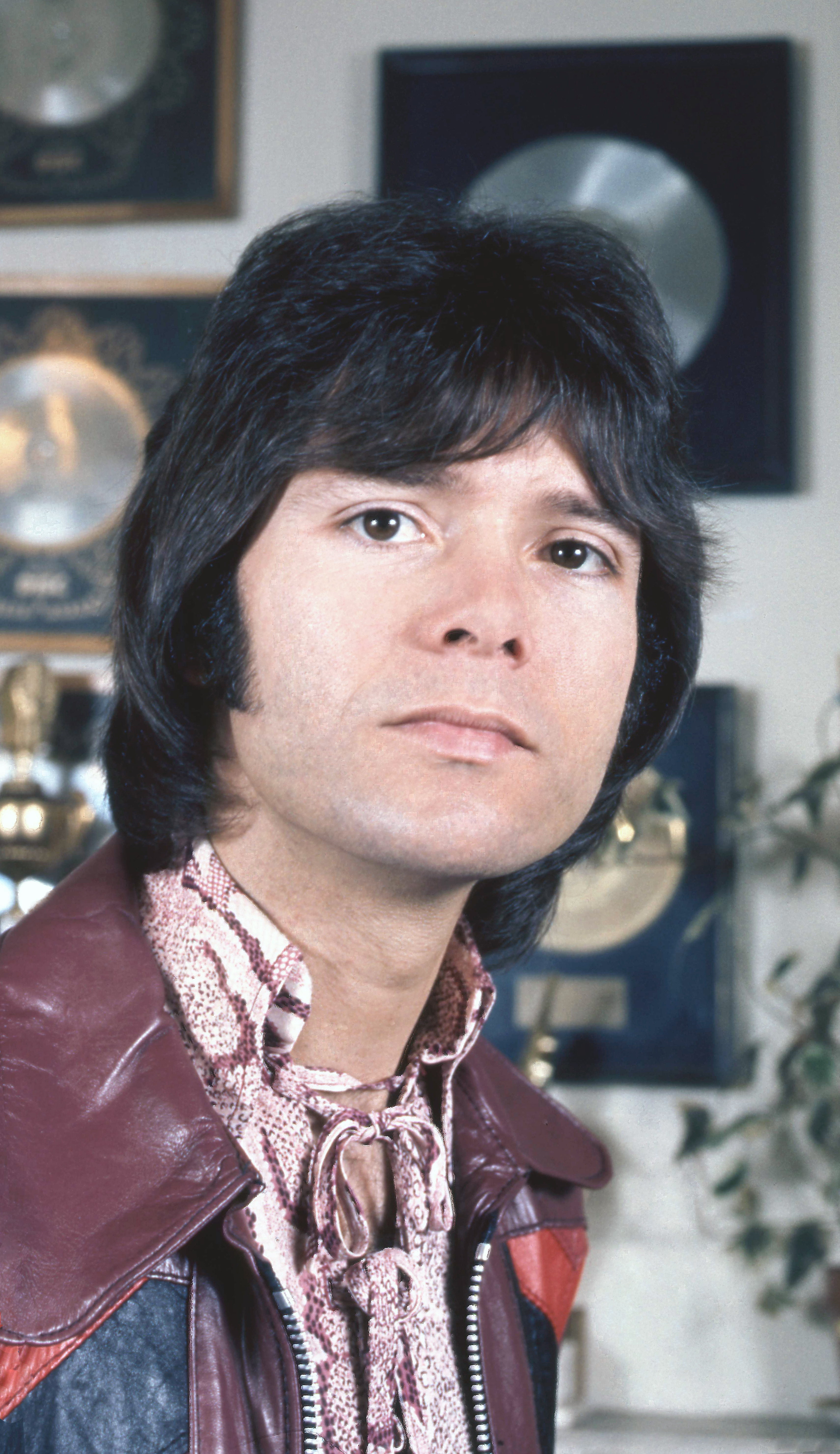
Кліф Річард

## Історія
27 лютого 1953 року журнал New Musical Express опублікувала результати першого опитування, а 19 квітня того ж року в лондонському Альберт-холі відбулася церемонія вручення нагород для переможців з п'яти номінацій. У наступному році кількість номінацій була збільшена. З 1972 року церемонії нагородження не відбувалися, але результати опитування журнал продовжував публікувати щорічно. У 1994 році церемонії відродилися з новою назвою NME Brat Awards і з новою статуеткою в формі кулака з витягнутим середнім пальцем.

## Багатократні переможці
- Елвіс Преслі та Джон Піл[en] (26 нагород)
- Кліф Річард (21 нагорода)
- Пол Веллер[en] і Arctic Monkeys (20 нагород)
- Muse (19 нагород)
- Морріссі (18 нагород)
- Oasis (17 нагород)
- The Beatles (14 нагород)
- The Jam (13 нагород)
- Девід Бові (11 нагород)
- Blur (11 нагород)

## Кілька нагород за рік
- 1968 — The Beatles (3 нагороди)
- 1973 — Девід Бові (2 нагороди)
- 1974 — Девід Бові (2 нагороди)
- 1986 — The Smiths (2 нагороди)
- 1992 — R.E.M (2 нагороди)
- 1995 — Blur (5 нагороди)
- 1996 — Oasis (4 нагороди)
- 1999 — Manic Street Preachers (4 нагороди)
- 2000 — Blur (3 нагороди)
- 2001 — Coldplay (2 нагороди)
- 2002 — The Strokes (3 нагороди)
- 2003 — Coldplay (2 нагороди)
- 2005 — Franz Ferdinand (2 нагороди)
- 2006 — Arctic Monkeys (3 нагороди)
- 2007 — Arctic Monkeys (2 нагороди)
- 2008 — Arctic Monkeys (3 нагороди)
- 2009 — MGMT (2 нагороди)
- 2010 — Muse і Kasabian (2 нагороди)
- 2011 — My Chemical Romance (2 нагороди)
- 2012 — Florence and the Machine (2 нагороди)
- 2013 — Florence and the Machine і the Rolling Stones (2 нагороди)
- 2014 — Arctic Monkeys (4 нагороди)
- 2015 — Jamie T і Kasabian (3 нагороди)
- 2016 — Wolf Alice і the Libertines (2 нагороди)
- 2017 — Christine and the Queens (2 нагороди)
- 2018 — Аріана Ґранде (2 нагороди)
- 2022 — Сем Фендер (2 нагороди)[3]